# Rangia
Rangia è una suddivisione dell'India, classificata come municipal board, di 24.893 abitanti, situata nel distretto di Kamrup, nello stato federato dell'Assam. In base al numero di abitanti la città rientra nella classe III (da 20.000 a 49.999 persone).

## Geografia fisica
La città è situata a 26° 28' 0 N e 91° 37' 60 E e ha un'altitudine di 38 m s.l.m..

## Società

### Evoluzione demografica
Al censimento del 2001 la popolazione di Rangia assommava a 24.893 persone, delle quali 13.475 maschi e 11.418 femmine. I bambini di età inferiore o uguale ai sei anni assommavano a 3.101, dei quali 1.552 maschi e 1.549 femmine. Infine, coloro che erano in grado di saper almeno leggere e scrivere erano 18.190, dei quali 10.554 maschi e 7.636 femmine.